# Eroii nu mor niciodată
Eroii nu mor niciodată este un film românesc din 1970 regizat de Virgil Calotescu.